# Caramellas

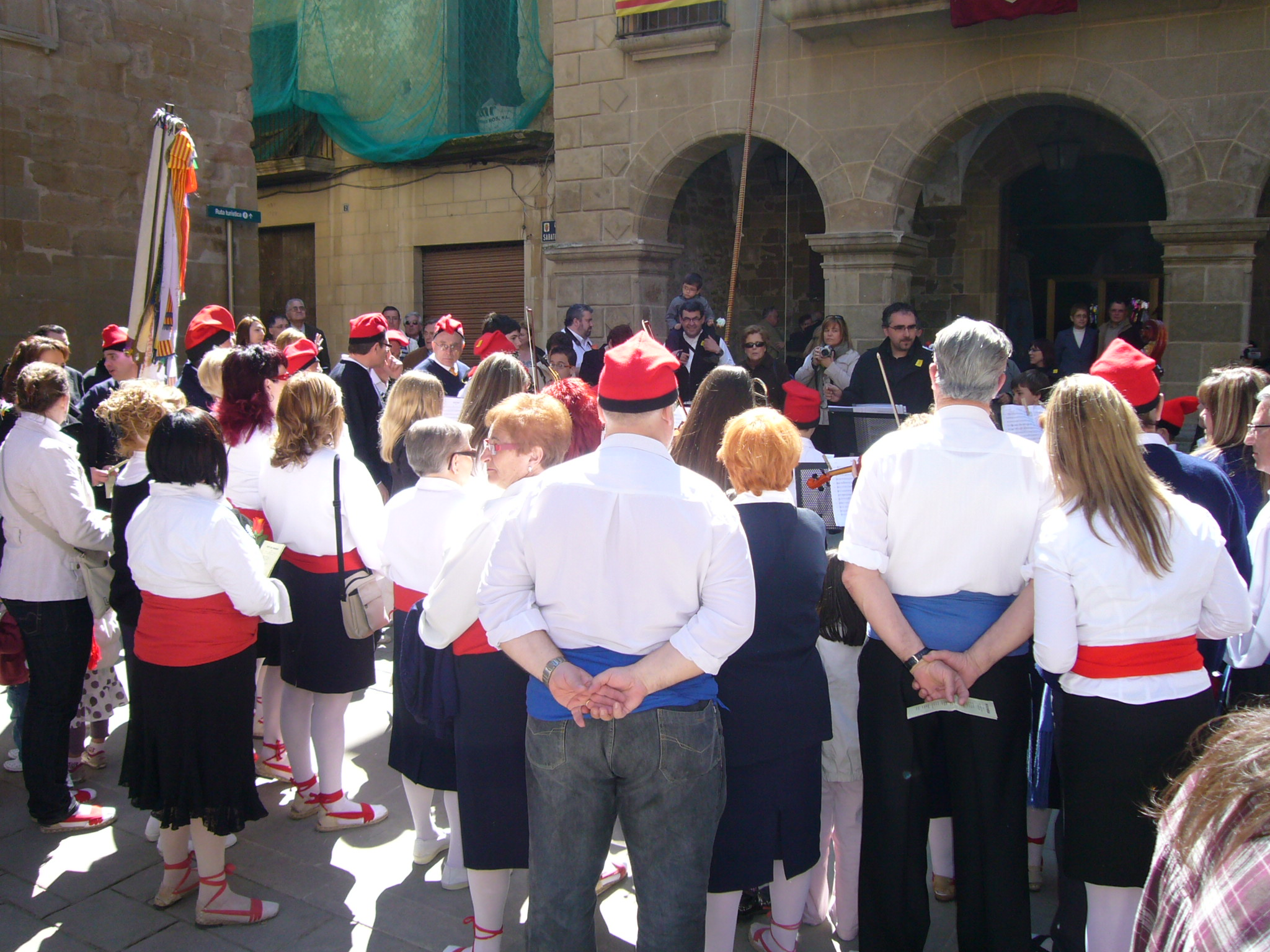
Caramelles en Agramunt, 2010.

Las caramellas (en catalán, caramelles) son canciones populares típicas de la Cataluña Vieja, Andorra y del norte de la Nueva, que se cantan por Pascua para celebrar la resurrección de Jesús, aunque también pueden tener carácter profano. Los intérpretes son grupos de niños o adultos que salen a cantar por casas y masías el Sábado Santo por la noche o bien las mañanas del Domingo de Resurrección y del Lunes de Pascua. Se acompaña de diversos instrumentos y tradicionalmente se recogían huevos y dinero que la gente les daba para hacer una comida colectiva, basado en huevos, el mismo día, por la tarde, o unos cuantos días más tarde. La costumbre presenta numerosas variantes: en algunos sitios los intérpretes danzaban entre canto y canto (en el Bages era típica la danza con cascabeles).  

## Orígenes
No se ha encontrado documentación que acredite ni cuando ni donde empezó esta tradición, pero se sabe que en el siglo XVI ya se celebraba en el mundo rural y que las caramellas más antiguas son las composiciones de temática religiosa dedicadas a la Virgen del Rosario. Durante el siglo XIX las corales adaptaron esta tradición, la introdujeron en las ciudades y la revitalizaron con nuevos elementos y nuevas piezas musicales. La fecha más antigua referente a la cantada de caramellas en la ciudad de Barcelona es de 1776, pero parece que las primeras agrupaciones no se organizaron hasta mediados del siglo XIX y no se generalizaron hasta 1881.